# Assedio di Sanaa
L'assedio di Ṣanʿāʾ - parte della Guerra etiopico-persiana - ebbe luogo nel 570, quando le forze persiane sasanidi dello Spahbod Vahrez assediarono Sana'a, capitale del regno di Himyar, allora occupato dalle forze etiopi cristiane.
L'esito dell'assedio, positivo per i Sasanidi, assestò un ulteriore durissimo colpo agli Aksumiti, consentendo ai Persiani di occupare lo Yemen, reinsediando Sayf ibn Dhi Yazan come sovrano-vassallo di Ctesifonte.